# Рыжово (Харьковская область)
Рыжово (укр. Рижове), село, Алисовский сельский совет,
Близнюковский район, Харьковская область.
Код КОАТУУ — 6320680305. Население по переписи 2001 г. составляет 104 (47/57 м/ж) человека.

## Географическое положение
Село Рыжово находится в 4-х км от села Семеновка и в 5-и км от села Алисовка.

## История
- 1890 — дата основания.

## Экономика
- В селе есть молочно-товарная ферма.

## Культура
- Школа.

## Достопримечательности
- Братская могила советских воинов. Похоронено 100 воинов.